# Framstegsunionen
Framstegsunionen var ett politiskt parti som bildades den 26 oktober 1959. Partiet var till viss del sprungen ur kretsarna kring AMSA och kampanjen mot svensk atombomb. Bland de aktiva fanns Per Anders Fogelström och Bertil Svahnström. I partiets ledning ingick också den ur försvarets synpunkt besvärlige kapten Göte Jacobsson. Säkerhetspolisen noterade tidigt partiets bildande och övervakade dess opinionsmöten.

## Partiprogram
Partiprogrammet innehöll 17 punkter. Partiet förklarade sig stå ”på de demokratiska friheternas grund” och tog avstånd från ”kommunismen som ideologi”. Däremot krävdes för mänsklighetens fortlevnad upprättandet av ”en förtroendefull samexistens mellan den kommunistiska delen av världen och den icke-kommunistiska”. De ”gamla klasskampsidéerna” både marxistiska och borgerliga, förklarades ha spelat ut sin roll i det nya samhälle som Framstegsunionen ville bygga. Det fanns också punkter om ökat bistånd och förbättrad jämställdhet mellan män och kvinnor. Internationellt strävade partiet efter inrättandet av en federal världsregering. Det europeiska samarbetet sågs som ett steg på vägen. 
Dominerande inslag var frågorna kring kärnvapen. Fyra av de 17 programpunkterna handlade direkt om kärnvapen och partiet kom att framstå som ett enfrågeparti.

## Andrakammarvalet 1960
Vid andrakammarvalet i Sverige 1960 stod Bertil Svahnström som första namn och rektor Ingegerd Granlund, känd från olika initiativ i Svenska Fredskommitténs regi, som andra namn. 
Vid valet fick partiet 1 375 röster i Stockholms stads valkrets (i övriga valkretsar redovisades partiet inte separat utan tillsammans med andra övriga partier) och försvann sedan snabbt.